# Una noia diferent
Una noia diferent (títol original: Dogfight) és una pel·lícula estatunidenca dirigida per Nancy Savoca, estrenada l'any 1991. Ha estat doblada al català.

## Argument
1963. Un grup de marines de permís de tarda, organitza un concurs una mica particular, el "Dogfight". El principi és simple: qui porta la noia més lletja assoleix el premi. Eddie Birdlace, sense cita i resignat a anar-hi sol, es refugia en un coffee shop on coneixerà Rose, tímida i solitària, que somia arribar a ser una cantant de folk i que correspon al perfil buscat per a la tarda. La personalitat de la jove li arriba a poc a poc, i quan aquesta, furiosa, s'assabenta del concurs de la tarda, decideix seguir-la amb la finalitat de que la perdoni. Però l'endemà, Eddie i els seus amics marxen cap al Vietnam.

## Repartiment
- River Phoenix: Eddie Birdlace
- Lili Taylor: Rosa
- Richard Panebianco: Berzin
- Anthony Clark: Oakie
- Mitchell Whitfield: Benjamin
- Holly Near: Rosa Sr.
- Elizabeth Daily: Marcie
- Sua Morals: Ruth Two Bears
- Christina Mastin: Linda
- Christopher Shaw: Donavin
- John Lacy: Fector
- Chris San Nicholas: Dogfight Buddy
- Brian Gotta: Dogfight Marina
- Peg Phillips: la vella clienta del cafè
- Neal Allen: sergent Judge

## Al voltant de la pel·lícula
- El rodatge s'ha desenvolupat a San Francisco i Seattle.
- Dogfight és el primer llargmetratge de l'actor Brendan Fraser, que interpreta aquí el paper d'un mariner.[3]

## Banda original
- The Oogum Boogum Song, interpretada per Brenton Wood
- Turkey Trot, interpretada per Little Eva
- Twist, Twist Señora, interpretada per Gary U.S. Bonds
- Night Train, interpretada per The Rumblers
- What Have They Done To The Rain, composta per Malvina Reynolds
- Hey Liley, Liley Lo, interpretada per Woody Guthrie
- Sugar Shack, interpretada per The Fireballs
- The Nitty Gritty, interpretada per Shirley Ellis
- Travelin' Man, interpretada per Rick Nelson
- Since I Fell For You, interpretada per Lenny Welch
- Easier Said Than Done, interpretada per The Essex
- Party Lights, interpretada per Claudine Clark
- The Bird's The Word, interpretada per The Rivingtons
- Silver Dagger, interpretada per Joan Baez
- Smoky Places, interpretada per The Corsairs
- Wimoweh, interpretada per The Weavers
- Guitar Highway, interpretada per Brownie McGhee i Sonny Terry
- Good Morning Little School Girl, interpretada per Muddy Waters
- Let Me In, interpretada per The Sensacions
- Would You Care, composta per Charles Harris
- Let Me Call You Sweetheart, composta per Leo Friedman i Beth Slater Whitson
- Shake Sugaree, interpretada per Elizabeth Cotten
- Don't Think Twice, It's Alright, interpretada per Bob Dylan
- We Shall Overcome, interpretada per Pete Seeger
- T.B. Sheets, interpretada per Van Morrison
- Groovin, interpretada per The Rascals
- Sunflower River Blues, interpretada per John Fahey